# Seiichiro Maki
Seiichiro Maki (født 7. august 1980) er en japansk fodboldspiller.

## Japans fodboldlandshold
| Japans landshold | Japans landshold | Japans landshold |
| År               | Kmp              | Mål              |
| ---------------- | ---------------- | ---------------- |
| 2005             | 3                | 0                |
| 2006             | 14               | 3                |
| 2007             | 9                | 4                |
| 2008             | 9                | 1                |
| 2009             | 3                | 0                |
| Total            | 38               | 8                |